# Psychic TV
Psychic TV war eine von 1981 bis 2020 bestehende britisch-amerikanische Techno- und Rockband, die zu den Hauptvertretern der Post-Industrial-Szene zählt. Einige Alben der Band wurden unter den Namen Psychick TV, PTV3 und Splinter Test veröffentlicht, von 1999 an gab es auch das personell teilweise identische Projekt Thee Majesty. Die einzige Konstante der Gruppe ist ihr Mastermind Genesis P-Orridge. In Abhängigkeit von den jeweils beteiligten Musikern bzw. Komponisten kann das Gesamtwerk der Band in verschiedene Epochen gegliedert werden. Der Ruf der Band gründet vor allem auf die 1980er Jahre, als sich die Band ein sektenähnliches Image gab, mit Themen wie Okkultismus und Intimpiercings kokettierte und sich unter anderem auf Charles Manson, Jim Jones, William S. Burroughs, Brion Gysin und Austin Osman Spare bezog. Ab etwa 1987 wandte sich die Band Techno und Acid House zu, in den 1990er Jahren dann verstärkt Ambient und Spoken Word. Ab 2003 bis zum Tod Genesis P-Orridges tourte die Band wieder mit einer Rock-Besetzung.

## Geschichte

### Die Jahre mit Alex Fergusson 1981–1987
Psychic TV wurde 1981 von Genesis P-Orridge (* 1950 als Neil Andrew Megson) und Peter „Sleazy“ Christopherson (1955–2010) – beide zuvor bei Throbbing Gristle, Mitbegründer des Industrial – gegründet. Drittes Gründungsmitglied war Alex Fergusson (* 1952), der in unmittelbarer Nachbarschaft P-Orridges lebte und zuvor Gitarrist bei Alternative TV war, denen P-Orridge Mitte der 1970er Jahre als Schlagzeuger und Produzent verbunden war. Mit dem Ende von Throbbing Gristle sollte ein neues Projekt entstehen, das nach einer gemeinsamen Idee von P-Orridge und Monte Cazazza um 1975 als zentrales Medium ihres Schaffens auch unterschwellige Manipulation durch Filme benutzen sollte, und so auf radikale Art die Intention heutiger Videoclips vorwegnahm. Außerdem wollte man sich der Cut-up-Techniken im Stile von Brion Gysin und William S. Burroughs und der Dekonstruktion der Sprache bedienen und sich von Okkultismus und erweiterten Bewusstseinszuständen leiten lassen, um damit neue Klangstrukturen innerhalb von improvisierter, psychedelischer Rockmusik zu schaffen. Das so erzeugte Klangbild nannte die Band später hyperdelic. Der Gruppenname sollte die Ideologie zum Ausdruck bringen. Weil der Begriff magic zu negativ besetzt erschien, wählte man stattdessen psychic und ergänzte es um den Zusatz TV, gleichermaßen als Reminiszenz an Fergussons vorige Band Alternative TV wie auch als Hinweis auf den audiovisuellen Ansatz der neuen Band. Gestalterische Kenntnisse zur Umsetzung des optischen Erscheinungsbildes des Projekts brachte Peter Christopherson mit, der zuvor bereits als Fotograf und Designer für Hipgnosis gearbeitet hatte, einer Design-Agentur, die zahlreiche bekannte Plattencovers gestaltet hat.
Das Trio spielte mit Marc Almond (Soft Cell und andere), dem spanischen Performance-Künstler Jordi Valls (alias Vagina Dentata Organ) und dem Orchester-Arrangeur Andrew Poppy das Debütalbum Force the hand of chance ein, das im November 1982 beim Major-Label WEA Records veröffentlicht wurde. Die LP enthält neben Pop-Balladen wie Just drifting oder New-Wave-beeinflussten Titeln wie Ov Power auch Songs in klassischer Industrial-Tradition. Der ersten Auflage lag eine Bonus-LP (Themes) mit Ritualaufnahmen bei, die mit Menschenknochen, Kopfjägerflöten, Tempelglocken und ähnlichem eingespielt waren. Am 2. Oktober 1982 trat die Band dann erstmals öffentlich auf – im Rahmen der von P-Orridge in London organisierten Veranstaltungsreihe The Final Academy mit William S. Burroughs.
1983 erschien dann das zweite, erneut mit Hilfe zahlreicher klassisch ausgebildeter Musiker eingespielte, Album Dreams Less Sweet bei CBS, das im Zuccarelli Holophonic-Aufnahmeverfahren, einer Art 3D-Stereo, eingespielt worden war. Als Gastmusiker wirkten David Tibet (Current 93) und Monte Cazazza mit, zur festen Besetzung zählten bei dieser Veröffentlichung auch erstmals P-Orridges Ehefrau Paula (Perkussion) und Geoff Rushton (Bass). Wie sein Vorgänger ist auch dieses Album stilistisch facettenreich, von pseudo-gregorianischem Gesang über getragene Klavierstücke und klassische Industrial-Nummern bis zu Klangcollagen aus Wolfsgeheul und Maschinengewehrfeuer. Auch dieser LP lag in erster Auflage eine Bonus-Platte (The Full Pack) bei.
Wegen der aufwändigen Produktion und aufgrund der vielschichtigen Arrangements der ersten beiden LPs konnte das Repertoire nicht adäquat live gespielt werden, so dass die Band in den ersten beiden Jahren kaum auftrat. Als erster regulärer Auftritt als Live-Band gilt das Konzert im Ritz in Manchester am 6. November 1983. Erstmals in Deutschland waren Psychic TV am 2. Dezember 1983 in Berlin beim Berlin-Atonal-Festival zu hören. Das Konzert wurde 1984 in Ausschnitten auf zwei LPs (Berlin atonal Vol. 1 und 2) veröffentlicht.

Schema des von Band und Temple gewählten Kreuz-Logos

Für WEA und CBS waren die ersten beiden Studioalben kein überragender kommerzieller Erfolg, so dass von Seiten der Plattenfirmen versucht wurde, Einfluss auf die weitere Entwicklung der Band zu nehmen. Um dem zu entgehen, gründeten P-Orridge und seine Mitstreiter 1984 ihr eigenes Plattenlabel Temple Records. Ziel des Labels war außerdem, durch eine Vielzahl von Veröffentlichungen die Bootlegger-Szene zu unterlaufen. Dazu wurden neben dem künftigen Vinyl auch rund 100 verschiedene Cassetten vertrieben – zumeist mit Liveaufnahmen, aber auch mit Interviews und Lesungen sowie Anleitungen zum Bau von Gysins Dreamachine. Managerin von Temple Records war Paula P-Orridge, als Vertrieb und Propagandainstrument sollte die Organisation Thee Temple ov Psychick Youth (TOPY) dienen, der man den Anschein einer sektenähnlichen Gruppierung gab und die neben oftmals okkult und ideologisch gestalteten Platten- und Kassettenkatalogen (Temple Bulletins) auch rein okkulte Schriften wie das Grey Book verbreitete. Zur Aufnahme in den Temple wurden verschiedene Initiationsriten eingefordert, zum Beispiel die Einsendung eines sigillenmagischen und mit Körperflüssigkeiten gemalten Bildes.
Der religiöse Bezug von Psychic TV drückt sich auch im Logo der Gruppe (Psychic Cross) aus, einem senkrechten Balken mit zwei langen und einem kurzen Querbalken in der Mitte, der von Musikern wie Fans als Tätowierung oder als Carving getragen wurde. Das Kreuz wurde von Genesis P-Orridge entworfen. Er sieht darin als Komponenten das christliche Kreuz und das umgekehrt stehende satanische Kreuz, außerdem auch eine Anlehnung an ein ähnliches Kreuz auf der Verpackung des in den Konzentrationslagern verwendeten Giftgases Zyklon B. Darüber hinaus bedienten sich die Gruppen antiquiert anmutender Schreibweisen von Worten (thee für the, ov für of, E für i usw.), um die Kommunikation gewissermaßen zu mystifizieren. Psychic TV und TOPY blieben bis 1986 verbunden, danach ging man getrennte Wege, wobei beide Gruppierungen das Psychic Cross als Logo weiterverwendeten.
Mit der Zurschaustellung von Intimpiercings auf der Bühne und in Publikationen, der Piercing-Ikonografie des Covers von Dreams less sweet und der Zusammenarbeit mit dem Piercing-Aktivisten Alan Oversby (Mr. Sebastian, Sprecher auf Force the hands of chance und Roman P./Neurology) nahm die Band in den 1980ern schon Themen der Körpermodifikation vorweg, die P-Orridge später noch weiter in den Mittelpunkt rücken würde.
Auf Temple Records und in eigener Regie erschienen 1984 gleich mehrere Veröffentlichungen: die LP N.Y. Scum, die Picture-LP Pagan Day sowie die Maxi-Single Unclean. Auf N.Y. Scum und Unclean war zur Besetzung von 1983 nun noch John Gosling an Tapes und Perkussion dazugestoßen. Die im Vergleich zu den Vorjahren wesentlich einfachere Produktionstechnik schlägt sich auch im wesentlich raueren Klang dieser Veröffentlichungen nieder. Die LP Pagan Day wurde von Genesis P-Orridge und Alex Fergusson an nur einem Tag mit kleinem Instrumentarium eingespielt. Einige Stücke des Albums wurden auf späteren Platten voll orchestriert veröffentlicht.
Die B-Seite von Unclean, das instrumentale Klavierstück Mirrors, entstand als Filmmusik für Derek Jarman, in dessen Auftrag in den Folgejahren noch weitere Titel produziert wurden. Umgekehrt führte Jarman 1984 Regie, als das spanische Fernsehen einen Video zum Psychic-TV-Titel Catalan im katalanischen Cadaqués drehte. Der auf der Bonusplatte zum Album Dreams Less Sweet von 1983 erstmals veröffentlichte Titel thematisiert einen Autounfall von Jordi Valls, der im Videoclip als blutüberströmter Untoter mit seinem tatsächlichen Unfallwagen zu sehen ist. Anschließend waren Psychic TV neben Valls und Jarman in der spanischen Fernsehshow La Edad d’Oro als Interview-Partner und live zu sehen. Ebenfalls 1984 wirkten P-Orridge und Burroughs in dem Film Decoder mit, dessen Soundtrack zu weiten Teilen von P-Orridge und Dave Ball von Soft Cell eingespielt wurde.
1984 tourte die Band außerdem auch erstmals ausgedehnt durch Europa. Das Live-Repertoire unterschied sich – bedingt durch wechselnde Musiker und wechselnde Bewusstseinszustände – sehr stark von den Studioaufnahmen, weitgehende Improvisation auf der Bühne war Programm. Die Bühnenshow mühte sich um Entrücktheit und Tabubruch, neben häufiger Nacktheit vor allem durch die Projektion provokativer oder schockierender Videos. Videotapes zählten auch zu den Vertriebsprodukten von Temple Records, darauf waren eigens produzierte Musikclips und Interviews zu sehen und wurden ideologische Schriften verlesen, häufig waren auch gestellte oder echte sadomasochistische Praktiken zu sehen. Zweifelhafte Berühmtheit erlangte dabei insbesondere der Film Thee First Transmission, der auch die Folterung und Verstümmelung von Kindern zeigt.
Ende 1984 verließen Peter Christopherson und Geoff Rushton (der sich nun John Balance nannte) die Band, um sich voll ihrem eigenen Projekt Coil zu widmen. Die Rumpfbesetzung (Genesis und Paula P-Orridge, Alex Fergusson, John Gosling) spielte daraufhin 1985 die LP Themes 2 ein, die an die der ersten LP von 1982 beigelegten Platte mit Ritualaufnahmen anschließt. Themes 2 verwendet Samples aus der Engelssprache nach Enoch sowie Endlosschleifen aus Kompositionen von Alexander Skriabin. Auch Ballettmusik für das Stück Mouth of the Night der Mantis Dance Company, die Genesis P-Orridge gemeinsam mit Monte Cazazza und Roc Standfort eingespielt hatte, wurde unter dem Namen Psychic TV 1985 auf Temple Records veröffentlicht.
Das französische Kleinlabel Sordide Sentimental veröffentlichte im Jahr 1985 eine CD mit einem Mitschnitt des Konzerts von Psychic TV auf der Exo Rouen des Jahres 1984 (Descending), eine der ersten Veröffentlichungen, die ausschließlich auf CD erschienen sind.
Im selben Jahr plante P-Orridge einen Film über den verstorbenen Rolling-Stones-Gitarristen Brian Jones. Für den Soundtrack wurden im Dick James Music Studio in London zahlreiche Gastmusiker verpflichtet, neben abermals Dave Ball auch dessen Frau Gini Ball, sowie Rose McDowall (Strawberry Switchblade) und deren Gatte Drew McDowall. Auch im Hinblick auf eine Tournee Ende 1985 war die Stammbesetzung der Band bereits um den Keyboarder Philip Erb, die Bassistin Mouse und den Schlagzeuger Matthew Best (zuvor bei Knox’ Urban Dogs) verstärkt worden. Diese Rhythmusgruppe prägte den Sound der Band nun ungemein, die dadurch wesentlich rockiger als zuvor klang. Als erstes Resultat der Studioaufnahmen aus London erschien die Brian Jones gewidmete Single Godstar auf Temple Records und wurde ein respektabler Independent-Hit. Der geplante Film wurde jedoch nicht realisiert und die restlichen Aufnahmen verschwanden vorläufig in der Schublade.
Ende 1985 führte eine ausgedehnte Tournee die Band wieder durch Europa, im Januar 1986 gab sie drei aufeinanderfolgende Gastspiele in Tokio. Im Frühjahr 1986 fanden wieder zahlreiche Konzerte in Europa statt. Manche Konzerte waren über die Temple-Bulletins angebahnt worden, mit denen die Band in Kontakt mit den Fans stand.
P-Orridge und Fergusson spielten 1986 gemeinsam mit Dave Ball und Tontechniker Ken Thomas die Maxisingle Magick Defends Itself ein, die Samples von Papst Johannes Paul II., Anton LaVey und John F. Kennedy enthält, allerdings kein Erfolg war. Auf Good Vibrations/Roman P., einer weiteren Singleveröffentlichung von 1986, irritierte die Coverversion der Beach Boys die Industrial-Fans, die zweite A-Seite der Single, eine Neueinspielung des 1984 bereits erschienenen Roman P., wurde jedoch zu einem weiteren Independent-Hit. Der Titel nimmt Bezug auf Roman Polanski, bzw. auf den Mord an Sharon Tate durch die Manson Family. Auf einer weiteren Single von 1986 verarbeiteten die Musiker Je t'aime von Serge Gainsbourg, erneut mit Hilfe von Dave Ball, den Part von Jane Birkin übernahm Paula P-Orridge.
Ein Mitschnitt eines der Konzerte in Tokio von Anfang 1986 wurde noch im Laufe des Jahres als Live in Tokyo auf Temple Rec. veröffentlicht. Der Begleittext der Platte kündigte an, dass dies die erste einer Serie von 23 Liveplatten sei, die von nun an in Folge jeweils monatlich am 23. des Monats erscheinen sollten. Die zehnte Platte der Serie war nur für diejenigen erhältlich, die alle den ersten neun LPs beigelegten Coupons (zusammengesetzt ergaben sie ein Motiv mit Totenschädel) einsenden konnten. Als zweite Veröffentlichung der Serie erschien binnen Monatsfrist Live in Paris. Die Serie wurde fortgeführt, aber nie komplettiert, insgesamt erschienen nur etwa 15 von 23 geplanten Titeln in unregelmäßigem Abstand.
1987 erschienen folgende LPs der Live-Serie auf Temple Rec.: Live in Heaven, Live in Glasgow, Temporary Temple, Live in Gottingen, Live in Toronto, Live en Suisse und Live in Reykjavik. Die Aufnahmen dieser Veröffentlichungen stammten sowohl von Konzerten der aktuellen Besetzung (G. P-Orridge, A. Fergusson, M. Best, Mouse, P. Erb), reichten aber auch bis zum November 1983 in Reykjavík zurück. Die meisten Live-Veröffentlichungen von Psychic TV auf Temple Rec. zeichnen sich einerseits durch bescheidene Tonqualität, andererseits aber detailversessene redaktionelle Anmerkungen auf den Rückseiten der Plattencover aus. Viele Studioplatten erschienen des Weiteren in Erstauflage als Picturedisks oder mit Beilagen wie Postkarten oder Aufklebern. Der Umfang der Veröffentlichungen der Band war immens und bescherte ihnen einen Eintrag im Guinness-Buch der Rekorde für die meisten innerhalb eines Jahres veröffentlichten Alben.
1987 wurde die LP Themes 3 auf Temple Rec. veröffentlicht, wieder eine LP mit Ritualaufnahmen, die an die beiden bereits erschienenen Themes-Veröffentlichungen anschließt und Aufnahmen enthält, die für eine Medienkunstausstellung 1984 in Chicago eingespielt worden waren.
Nachdem das Label Sordide Sentimental mit dem nur auf CD erschienenen Album Descending bereits 1985 eine Innovation vorgelegt hatte, erschien auf demselben Label im Jahr 1987 die CD Listen Today, eine der ersten Multimedia-CDs, die neben Audio- auch Videomaterial enthielt, und für die es damals noch so gut wie keine Abspielgeräte gab.

### Die Jahre mit Fred Gianneli 1987–1991
Der nächste Stilwechsel bei Psychic TV kündigte sich Mitte 1987 an, als Alex Fergusson die Band verließ und durch den Amerikaner Fred Giannelli als Gitarristen ersetzt wurde, der unter dem Namen Turning Shrines bereits 1985 eine EP auf Temple Rec. veröffentlicht hatte. Giannelli war in den Folgejahren nicht nur Tourgitarrist der Band, sondern auch deren Komponist und forcierte den Einsatz von Sequenzern und Drumcomputern. Die Band öffnete sich außerdem Produzenten und Künstlern der im Entstehen begriffenen Techno- und House-Szene. Unter Mitwirkung unter anderem von Richard Schiessl (Gründer des House-Labels Sperm Records) und Richard Norris (The Grid) erscheinen im Jahr 1988 auf Temple Records Tune in, turn on to the acid house, Joy, Tekno Acid Beat, Jack the Tab und einige weitere Veröffentlichungen aus der Feder von Giannelli, die inzwischen zu den Klassikern des Acid House gezählt werden.
Trotz der Neuorientierung zu elektronischer Tanzmusik veröffentlichten Psychic TV 1988 ebenfalls noch das Album Allegory and Self, das die 1985 entstandenen Aufnahmen für den geplanten Film über Brian Jones enthält und in seiner optischen Gestaltung von einem der Begründer der Sigillenmagie, Austin Osman Spare, beeinflusst ist. Mit She was surprised enthält dieses Album auch bereits einen auf Sequenzer und Sampling aufbauenden Song, den man als Vorläufer der späteren Acid-House-Produktionen betrachten kann. Die Liveserie wurde unterdessen mit den Alben Live at the Circus und Live at Thee Mardi Gras fortgesetzt. Die zehnte LP der Liveserie, Psychedelic Violence, eine Picturedisk mit Studioaufnahmen, war auch noch im selben Jahr für die Einsender der Sammelcoupons der ersten neun Liveplatten bei Temple Rec. erhältlich, der Rest der limitierten Auflage ging in den regulären Plattenhandel.
Auch in den Folgejahren hielt die nun eingeschlagene Veröffentlichungspolitik an. Neben Techno-orientierten Neuproduktionen (z. B. Love War Riot) erschienen 1989 weitere Alben mit Livekonzerten vergangener Jahre (A Real Swedish Live Show, Live at the Ritz) auf Temple Records. Die schlicht Bregenz betitelte Liveplatte von 1985 läuft komplett rückwärts. Live at Thee Pyramid erschien als psychedelisch gestaltete Picture Disc. Die 1986 auf Sub Rosa erschienene Coverversion von Je t'aime wurde 1989 nochmals auf Temple Records neuveröffentlicht.
Die Stammbesetzung dieser Zeit bestand aus Genesis und Paula P-Orridge, Fred Giannelli (Gitarre & Sequenzer), Daniel Black (Keyboards) und Matthew Best (Drums). 1990 hatten Psychic TV einen Szene-Hit mit I.C. Water, einer Techno-Pop-Hommage an den verstorbenen Sänger Ian Curtis von Joy Division. Bei der Produktion des Albums Towards Thee Infinite Beat, das größtenteils von Giannelli komponiert wurde, halfen abermals Dave und Gini Ball sowie Jordi Valls. Auf dem zugehörigen Remix-Album Beyond Thee Infinite Beat wirkten auch der früher zur Band gehörende John Gosling sowie Andy Falconer (von The Orb) mit, Schlagzeuger Matthew Best debütierte hier als Remixer. Aufgrund des Erfolgs dieser Veröffentlichungen legte das US-amerikanische Label Wax Trax verschiedene seit 1987 entstandene House-Titel auf zwei Compilations neu auf. Das hauseigene Label Temple Records führte darüber hinaus im selben Jahr mit den beiden CDs Live at the Berlin Wall Part One und Thee Berlin Wall Part Two die Live-Serie fort und veröffentlichte einige zuvor nur als LPs veröffentlichte Alben der Serie zusätzlich auf CD.
Unter dem Namen Psychic TV wurde 1990 auch eine Koproduktion zwischen Genesis P-Orridge und der schwedischen Band White Stains unter dem Titel At Stockholm veröffentlicht. Diese CD ist die erste Veröffentlichung mit gesprochenem Text zu meist sehr ruhiger Ambient-Musik unter dem Namen Psychic TV. Im Folgejahr erschien dann eine Koproduktion von P-Orridge mit dem Industrial-Perkussionisten Z’EV unter dem Namen Psychic TV (Direction ov Travel) mit minimaler Ambient-Elektronik. Das Hauslabel Temple Records legte eine weitere CD-Veröffentlichung einer zuvor nur auf Schallplatte erschienenen alten Live-LP vor, und in den USA, wo die House-Welle einige Jahre nach Europa angekommen war, erschienen bei Wax Trax wiederum weitere House-Remixes aktueller Produktionen (Ultrahouse – The LA Connection).
Ab 1991 wurde es dann ruhig um Psychic TV. Obwohl die Veröffentlichungen des Vorjahrs relativ erfolgreich waren, hatten sich die Tourneen der Jahre 1988 bis 1990 für die Musiker als finanzielles Desaster erwiesen. Persönliche Differenzen und nicht zuletzt die Gagenhöhe während der Tourneen führten zum Streit zwischen P-Orridge und Giannelli, woraufhin das erfolgreiche und produktive Team zerbrach. Fred Giannelli verließ die Band und gründete das Techno-Label Telepathic Recordings, auf dem er nun zumeist eigene Produktionen veröffentlichte. P-Orridge konzentrierte sich mehr und mehr auf das Verfassen esoterisch inspirierter Texte, Auftritte von Psychic TV fanden nur noch sporadisch in improvisierten Besetzungen statt. Im Winter 1991 flog P-Orridge mit seiner Familie nach Kathmandu, um dort dem Buddhismus zu begegnen und sich an Sozialprojekten zu beteiligen.

### Die Jahre im Exil 1992–1994
Das Jahr 1992 stellte einen Tiefpunkt der Bandgeschichte dar. Obwohl Schock und Provokation seit annähernd 20 Jahren zum Handwerkszeug von Genesis P-Orridge bei Coum Transmissions, Throbbing Gristle und Psychic TV gezählt hatten, geriet P-Orridge nun in den Fokus der britischen Presse und Justiz. The Guardian und andere Zeitungen bezeichneten ihn als Anführer einer satanischen Sekte oder nannten ihn the most evil man in Britain. Auch die TV-Dokumentation Dispatches auf Channel 4 erhob Vorwürfe gegen P-Orridge. Die Presse nahm Anstoß an pornografischem Material, das auf der Bühne während eines Konzerts von Psychic TV gezeigt worden war oder dass die beiden minderjährigen Töchter der P-Orridges, Caresse und Genesse seit Anbeginn der Bandgeschichte immer wieder in das Bandgeschehen involviert waren, oder man nahm Anstoß an den Folterszenen an Kindern auf dem Video Thee first transmission. Die englische Justiz besetzte daraufhin wegen Verdachts auf Pädophilie am 15. Februar 1992 das Londoner Anwesen von Genesis P-Orridge, das umfangreiche Archiv des Musikers wurde beschlagnahmt und P-Orridge selbst, der sich noch mit seiner Familie in Nepal aufhielt, per Haftbefehl gesucht. P-Orridge verstand sich als politisch verfolgt und beschloss, nicht mehr nach England zurückzukehren und in den USA im selbsterklärten „Exil“ zu leben.
Ohne P-Orridge als treibende Kraft kam schnell das Ende für das Label Temple Records. Verschiedene Personen und Vertriebe führten es noch für kurze Zeit weiter, bevor die Veröffentlichungen eingestellt wurden. Auch der englische Arm des Temple ov Psychic Youth, der zu einer eigenständigen Bewegung herangewachsen zu sein schien, zerbrach, nachdem P-Orridge England verlassen hatte. Der nordamerikanische Zweig der Bewegung hingegen bestand als Temple ov Psychic Youth North America fort. Einige Enthusiasten ließen die Bewegung als anerkannte Religionsgemeinschaft eintragen, die auch alte Temple-Bulletins als heilige Schriften betrachtet. 2008 benannte sich die Bewegung in Autonomous Individuals Network um.
Gemeinsam mit dem Syard-Label veröffentlichte P-Orridge 1992 das ehedem nur als Bonus-LP zur ersten Psychic-TV-LP von 1982 erhältliche Album Themes erstmals auf CD unter dem neuen Titel Cold Dark Matter, der sowohl die Stimmung der enthaltenen Musik als auch die Gemütslage des exilierten Musikers zu dieser Zeit treffend beschrieb. Im Booklet äußerte sich P-Orridge auch zu seiner Situation in Kalifornien, wo er von den Eltern von Winona Ryder, Verwandten von Timothy Leary, unterstützt wurde. 1993 veröffentlichte Orridge auf dem Syard-Label eine Reihe von sechs CDs (Splinter Test A-F), die altes Psychic TV-Material, Soundtracks zu Filmen von Derek Jarman und unveröffentlichtes Material enthielt.
Zu dieser Zeit trennten sich Genesis und Paula P-Orridge. Paula kehrte mit den beiden gemeinsamen Töchtern nicht nach England zurück, sondern blieb ebenfalls in den USA, wo sie in den Folgejahren erst eine spirituell inspirierte Reiseagentur für Frauen, später eine Autorenwerkstatt aufbaute. Sie nahm den Namen Alaura O’Dell an und veröffentlichte 1995 unter dem Pseudonym Alaura mit Sacred Dreams noch ein Soloalbum, bevor sie sich völlig aus der Musikbranche zurückzog.
Erst 1993 erschien nach über zwei Jahren ein neues Psychic-TV-Album, Peak Hour. Kritiker haben diese CD, die nochmals formell auf Temple Records erschien, als eines der besten klassischen Techno-Alben überhaupt bezeichnet. Neben Matthew Best, der seit 1985 immer wieder als Drummer oder Remixer beteiligt war, haben hierbei unter anderem auch Richard Schiessl und Andrew Chatterley (von Yum Yum bzw. Sperm Rec.) mitgewirkt. Es wurde in London, San Francisco und Nepal produziert. Dies und die spärliche Verwendung von P-Orridge-Samples lässt allerdings den Schluss zu, dass es sich um kein „echtes“ Album von Psychic TV handelt, das in gemeinsamer Gruppenarbeit entstanden ist, sondern um eine englische Yum-Yum-Produktion mit aufgesetzten Samples. Die ausgekoppelte Maxisingle Re-Mind wurde nicht zuletzt als Teil von Sven Väths Playlists jener Zeit zu einem Hit in der Techno-Szene.

### Die Jahre mit Larry Thrasher 1994–1999
1994 war die Krise der Band überwunden. Gemeinsam mit dem US-amerikanischen Musiker Craig Ellenwood absolvierte Genesis P-Orridge als Duo unter dem Namen Psychic TV einige Auftritte in den USA. Das Repertoire umfasste gesprochene Texte zu Ambientsounds. Die Inhalte von P-Orridges Texten handelten zu dieser Zeit mehr und mehr von Identitäts- und Geschlechterfragen. Mit AL – OR – AL erschien in dieser Besetzung auch ein neues Album unter dem Namen Psychic TV. Die CD ist eine Widmung an Paula P-Orridge, die sich in den letzten Jahren Alaura genannt hatte. Sie lebte inzwischen bereits über ein Jahr von Genesis P-Orridge getrennt. Die Gründe, zu dieser Zeit ein ihr gewidmetes Album zu veröffentlichen, in dem sie halbnackt und in Dessous abgebildet ist, sind unklar; zumal Genesis P-Orridge mit Jackie Breyer bereits eine neue Partnerin gefunden hatte, die ihn ebenfalls in seinem künstlerischen Prozess unterstützte. Alaura selbst beteuerte in einem Interview von 2004, weder die Motivation zu kennen noch das Album bis dahin überhaupt gehört zu haben.
Eine Koproduktion mit Larry Thrasher mit dem Titel Breathe, die ebenfalls unter dem Namen Psychic TV erschien, war 1994 eine weitere Fortsetzung der erstmals 1990 auf A Stockholm eingeschlagenen und mit Craig Ellenwood weiter definierten Richtung hin zu gesprochenen Texten mit Ambient-Begleitung. Generell war die beginnende Kooperation zwischen dem immer mehr als Texter brillierenden P-Orridge und dem aufgeschlossenen und vielseitigen Musiker Thrasher sehr fruchtbar. Als weiteres Spoken-Word-Album erschien im selben Jahr in gleicher Besetzung A Hollow Cost und ebenfalls noch 1994 masterten P-Orridge und Thrasher die erste Folge von Electric Newspaper. In dieser Serie erschienen vier Folgen mit Samples und Loops aus dem Archiv von Psychic TV, die laut CD-Text gemeinfrei sind. Mit Ultradrug erschien darüber hinaus noch ein Remix-Album zum Album Peak Hour vom Vorjahr, und zahlreiche ältere Platten wurden neu auf CD veröffentlicht.
1995 veröffentlichten P-Orridge und Thrasher unter dem Projektnamen Splinter Test das Spoken-Word-Album Thee Fractured Garden und führten als Psychic TV die im Vorjahr begonnene Sample-Serie Electric Newspaper mit den Folgen 2 und 3 fort. Mit dem Mixer Andrew Weatherall entstand ein weiteres Techno-Album: Sirens als die Fortsetzung zu Ultradrug. Das Remix-Album Cathedral Engine, das auf die CD A Hollow Cost vom Vorjahr aufbaut, erschien ebenfalls 1995 unter Federführung von P-Orridge/Thrasher.
Liveauftritte fanden in dieser Periode nicht statt, wohl auch deswegen, weil Genesis P-Orridge im April 1995 bei einem Brand im Haus des Produzenten Rick Rubin während der Arbeit an Aufnahmen der Band Love and Rockets schwere Verletzungen erlitt, deren Folgen ihn mehrere Jahre in seinen Bewegungen einschränkten. 1998 wurden P-Orridge 1,5 Mio. US-Dollar Schadenersatz für die aufgrund der Einschränkungen entgangenen Karrierechancen zugesprochen.
1996 erschien abermals unter dem Projektnamen Splinter Test das Album Spatial Memory, an dem neben P-Orridge/Thrasher unter anderem auch Gitarrist Michael Campagna und Keyboarder Billy Goodrum mitwirkten. In derselben Besetzung wurde auch das Album Trip Reset eingespielt, das wieder unter der Bezeichnung Psychic TV erschien. Diesem folgte im selben Jahr das zugehörige Remix-Album Cold Blue Torch. Trip Reset enthält ungewohnt harmonische Popsongs, darunter eine Coverversion des Pink-Floyd-Stücks Set the controls for the heart of the sun. Die vierte und letzte Folge der Electric-Newspaper-Sample-Serie erschien 1997 wieder unter dem Gruppennamen Splinter Test, eine Mini-LP (Sulphur Low Seed Replication) als Psychic TV.
Insbesondere seit der Beteiligung von Larry Thrasher seit 1994 waren zahlreiche Alben unter dem Namen Psychic TV erschienen, die sich musikalisch und konzeptionell grundlegend von den vorigen Veröffentlichungen unterschieden. Auch die zweimalige Verwendung des Projektnamens Splinter Test – einmal davon gar innerhalb einer Alben-Serie – hatte die Fans teilweise verwirrt. So entschloss man sich um diese Zeit, das Konzept der Gruppe grundlegend zu überdenken. Zu P-Orridge und Larry Thrasher stieß nun noch der Avantgarde-Gitarrist Bryin Dall. Gemeinsam wollte man sich nun auf Spoken Word zu Industrial/Ambient-Sounds konzentrieren und das gemeinsame Projekt sollte von nun an unter dem Namen Thee Majesty firmieren. Psychic TV hingegen sollte mit einem großen Abschlusskonzert in London, wo P-Orridge mittlerweile nicht mehr zur Fahndung ausgeschrieben war, endgültig zu Grabe getragen werden.
Im Jahr 1998 wurden zunächst drei verschiedene Compilations mit älterem Material von Psychic TV veröffentlicht, denen 1999 noch eine weitere folgte. Ebenfalls 1999 erschien mit Time´s Up die erste CD von Thee Majesty, und am 1. Mai 1999 wurde das Abschlusskonzert von Psychic TV in der Royal Festival Hall in London angekündigt, zu dem sich auch der frühere Gitarrist Alex Fergusson und der langjährige Schlagzeuger Matthew Best einfanden. Ein Mitschnitt des Konzerts wurde 2001 als DVD (Time’s up Live) veröffentlicht.

### Die Jahre ohne Bestehen 2000–2003
2000 bis 2003 bestand die Band formell nicht mehr, jedoch wurden einige ältere Aufnahmen von Psychic TV nachveröffentlicht. Genesis P-Orridge trat häufig mit Larry Thrasher und Bryin Dall als Thee Majesty auf, so beim renommierten Sonar-Festival in Barcelona. Gleichzeitig beteiligte sich P-Orridge, nun im Gespann mit Partnerin Jackie Breyer unter dem gemeinsamen Namen „Breyer P-Orridge“ an Ausstellungen. Er kündigte an, in einem nun beginnenden Prozess der körperlichen Modifizierung mit der Partnerin zu einem pandrogynen Hybridwesen zu verschmelzen. Die Transformation wurde von Marie Losier in dem Dokumentarfilm The Ballad of Genesis and Lady Jaye festgehalten.
Während sich Genesis P-Orridge ersten Schönheitsoperationen unterzog, wurde mit dem englischen Label Voiceprint Records ein Partner gefunden, der bereit war, die exzessive Veröffentlichungspolitik des etwa zehn Jahre zuvor eingestellten Labels Temple Records fortzuführen. Insbesondere sollte die 1986 begonnene, aber nie vollendete Liveserie aus 23 verschiedenen Liveplatten nun in Form von CDs vollendet werden. Allein im Jahr 2003 erschienen daraufhin 12 CDs bei Voiceprint. Ihr Aussehen und die redaktionelle Detailfülle ähnelte den ersten Liveplatten der Serie aus den 1980er Jahren. Sie waren zum Teil Wiederveröffentlichungen aus der alten Serie, enthielten zum Teil aber auch bislang unveröffentlichte Livekonzerte früherer Jahre.
In den Jahren 2002 und 2003 nahm Genesis P-Orridge die Zusammenarbeit mit den schwedischen White Stains (nun: Cotton Ferox) wieder auf, die bereits 1990 auf dem Psychic-TV-Album At Stockholm beteiligt waren. 2004 erschien unter dem Gruppennamen Thee Majesty sowohl eine Zusammenstellung der aktuellen Kooperationen (Word Ship) als auch Neuauflagen von Spoken-Word-Alben des Duos P-Orridge/Thrasher aus den 1990er Jahren. Mit Godstar – Thee Director’s Cut erschien dazu noch eine Doppel-CD mit überarbeiteten Mixes der 1985 von Psychic TV als Filmmusik eingespielten Titel als Hommage an Brian Jones.
Unterdessen formierten die früheren Bandmitglieder Andrew Chatterley, Richard Norris und Matthew Best die Electroclash-Band The Droyds, die zwischen 2001 und 2008 mehrere Singles veröffentlicht hat.

### Die Jahre als PTV3 seit 2003

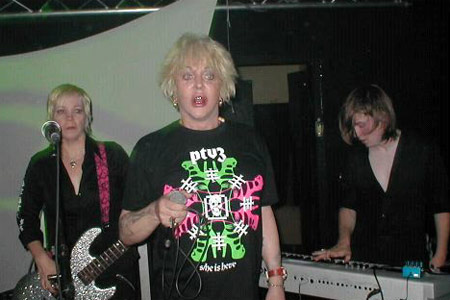
Psychic TV als PTV3 live in Köln 2004, von links: Alice Genese, Genesis P-Orridge, Markus Persson

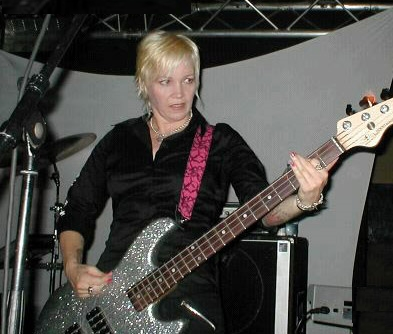
Alice Genese

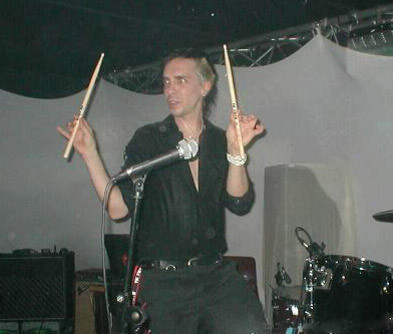
Edward O’Dowd

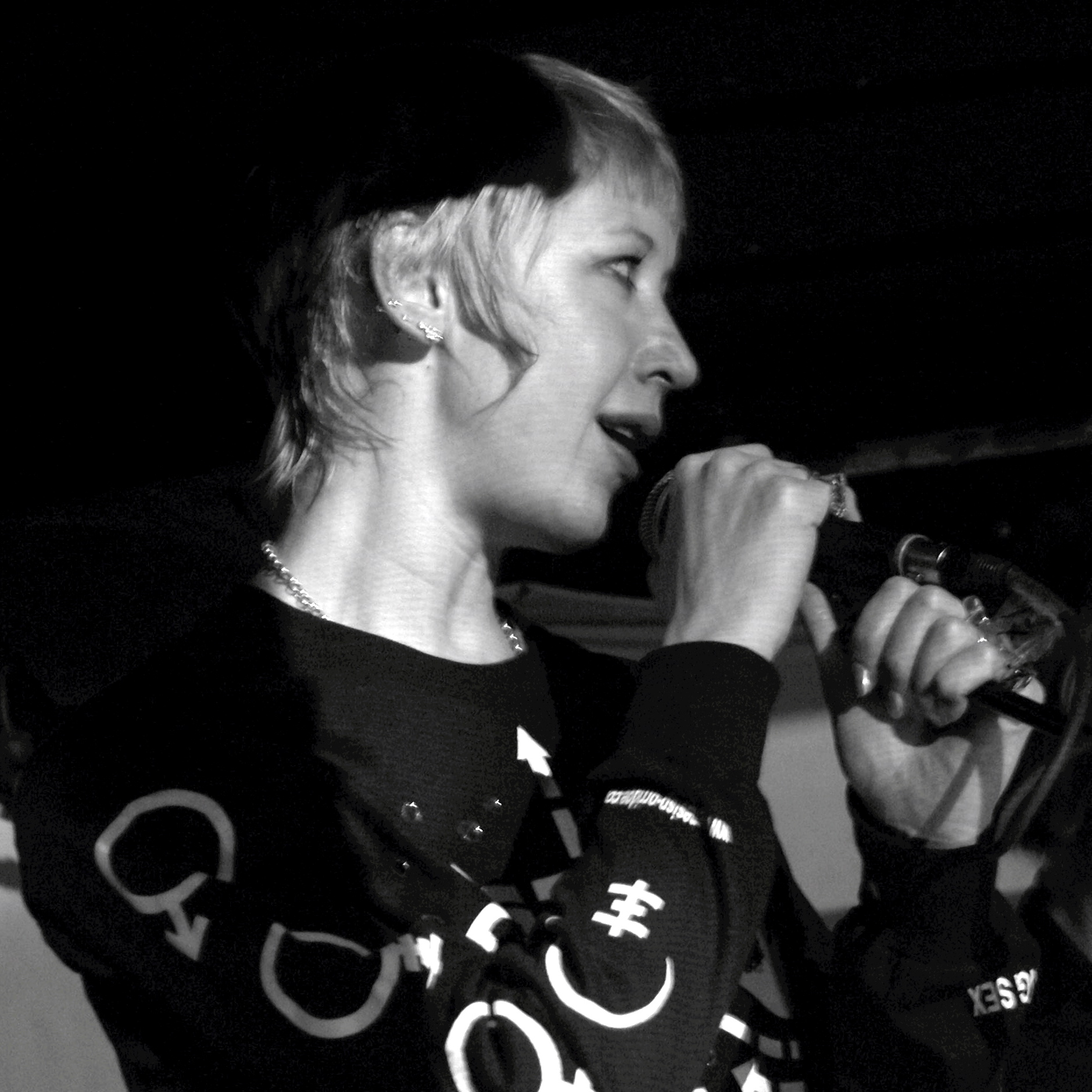
Jackie Breyer († 2007)

Die Initiative zur Neugründung von Psychic TV ging zurück auf Edward O’Dowd, Schlagzeuger, Grafiker und langjähriger Freund von P-Orridges Lebensgefährtin Jackie Breyer. Mit dessen Hilfe scharte P-Orridge – inzwischen nach zahlreichen Operationen mit weiblichen Körperformen – eine neue Gruppe von Musikern als PTV3 – thee third couming ov Psychic TV um sich: Lebensgefährtin Jackie Breyer P-Orridge am Sampler, Edward O’Dowd am Schlagzeug, außerdem aus dessen Umfeld die New Yorker Musiker Alice Genese am Bass und David Max an der Gitarre. Der amerikanische Journalist und Schriftsteller Douglas Rushkoff erfüllte sich einen lang gehegten Wunsch und übernahm kurzzeitig die Keyboards der Band. Zunächst spielten sie nur bei wenigen Konzerten in den USA „unclean versions ov thee hyperdelic hits“ aus 20 Jahren Psychic TV. Mit dem festen Keyboarder Markus Persson schloss sich im Herbst 2004 eine ausgedehnte Tour durch Europa, USA und Kanada an. Anlässlich dieser Tournee erschien eine DVD eines Konzerts in New York von 2003 (Live at Thee Coral Room). Das Ende der Konzertreihe wurde jedoch auch überschattet durch einen Eklat mit der Berliner Gruppe Column One, die mehrere PTV-Tribute-Veröffentlichungen vorgelegt hatte und als Vorgruppe von vier Konzerten in Polen auftreten sollte, sowie den tragischen Tod des früheren Bandmitglieds Geoff Rushton (aka. John Balance) am 13. November 2004. Die geplanten drei Gastspiele in Kanada mussten aufgrund organisatorischer Probleme ausfallen.
Mit dem Revival von Psychic TV kam das Ende des Projekts Thee Majesty. Der langjährige musikalische Kopf von Psychic TV und Thee Majesty, Larry Thrasher, war bei Konzerten von Thee Majesty immer seltener dabei. Die Gruppe nannte finanzielle Gründe; angeblich sei es zu teuer, Thrasher für einzelne Gastspiele jeweils einzufliegen. Ab September 2004 wirkte dafür nun O’Dowd, der auch die gestalterischen Aufgaben für Plattencovers, Plakate und Flyers übernahm, auch bei Thee Majesty mit. Im Januar 2005 absolvierten Thee Majesty ein weiteres Gastspiel mit der Besetzung G. P-Orridge, Bryin Dall, Eddie O’Dowd und nun auch Lady Jaye. Das vorerst letzte Studioalbum von Thee Majesty vom Sommer 2007 wurde nur von P-Orridge und Dall eingespielt, Live-Auftritte unter dem Gruppennamen Thee Majesty fanden nur noch sporadisch statt.
Im September 2006 trat PTV3 in unveränderter Besetzung (J. & G. Breyer-P-Orridge, D. Max, A. Genese, E. O’Dowd, M. Persson) erstmals live in einer Radiostation (WFMU) auf und absolvierte daraufhin sechs aufeinanderfolgende Gastspiele im Galapagos-Club in New York City, wobei jeder Abend musikalisch als auch optisch einem anderen Thema gewidmet war. Im Oktober 2006 schloss sich eine kurze Europa-Tournee an, die in England, Belgien, Russland und Holland als PTV3, in der Schweiz jedoch als Thee Majesty begangen wurde. Im Rahmen von Festivals spielte die Band mit Peaches, Lydia Lunch und Black Sun Productions, wobei die Videoshow für Letztgenannte der frühere Psychic-TV-Hausgrafiker Val Denham (Silverstar Amoeba) mitgestaltet hatte. Im Spätjahr 2006 erschien die CD Live in Russia mit einem Konzert der Tournee 2004.
Im Juni 2007 erschien mit dem bereits im Frühjahr 2006 aufgenommenen Studioalbum Hell Is Invisible . . . Heaven Is Her/e das erste neue Studioalbum der Band seit über zehn Jahren. Für das optische Erscheinungsbild zeichnete wieder O’Dowd verantwortlich, der das Image der Gruppe seitdem prägt. Neben den Musikern der damaligen Tourbesetzung waren auf dem Album auch Gastmusiker wie Gibson Haynes (Butthole Surfers) am Gesang und Larry Thrasher an diversen Instrumenten zu hören.
Lady Jaye Breyer starb am 9. Oktober 2007 an Magenkrebs in Brooklyn. PTV3 sagten daraufhin ihre für November geplante Nordamerika-Tournee ab. Seit dem Jahr 2008 war die Band in der Restbesetzung wieder bei zahlreichen Gastspielen zu sehen, u. a. auch zur Promotion ihres 2008 erschienenen Albums Mr. Alien Brain vs. The Skinwalkers, auf dem bei einigen Stücken noch Jackie Breyer zu hören ist, während auf weiteren Stücken des Albums Hannah Haddix den Sampler bedient.
In den Jahren nach 2010 war die Band häufig live zu sehen, darunter im Dezember 2011 und im November 2012 auf zwei Mini-Tourneen in den USA, sowie 2013 und 2014 bei Tourneen über mehrere Kontinente.
2012 hatten Keyboarder Markus Persson und Gitarrist David Max die Gruppe verlassen. An ihre Stelle traten während der Tourneen und für die Aufnahme der 2012 erschienenen Masingle Silver Sundown Machine vs. Alien Lightning Meat Machine und des 2014 erschienenen Albums Snakes Jessica Stewart an den Keyboards und Jeffrey Berner an der Gitarre. Seit dem Jahr 2016 ist der zuvor bei der New Yorker Band Naam tätige John Weingarten Keyboarder der Band. Mit ihm wurde auch das zuletzt erschienene Album Alienist von 2016 eingespielt.

## Musikalisches Schaffen
Entsprechend der personellen und organisatorischen Entwicklung der Band umfasst das musikalische Schaffen von Psychic TV verschiedenste Genres. Die ersten beiden Alben von 1982 und 1983 für WEA bzw. CBS, Force the Hand of Chance und Dreams Less Sweet sind düstere, orchestrale Werke mit rituellem Einschlag und Industrial-Klangcollagen. Die Studioproduktionen der Folgejahre wie Mouth of the Night (1985) und Magick Defends Itself (1986) verbinden auf technisch anspruchsloserer Ebene Stilelemente von Industrial und New Wave, wobei die Band mit dem ebenfalls 1986 eingespielten Album Allegory and self nochmals ein aufwändig orchestriertes Album vorgelegt hat, das sich am ehesten als Industrial-Pop bezeichnen lässt. Live boten Psychic TV in den ersten Jahren klassischen Industrial mit ritueller Ausprägung, wie sie unter anderem auf Live in Reykjavik von 1983 mit Edda-Rezitationen von Sveinbjörn Beinteinsson zum Tragen kommt. Nach der Vergrößerung des Line-Ups um Bass und Schlagzeug ab Ende 1985 wurde überwiegend Industrial-Rock geboten. Mit dem Einstieg von Fred Giannelli 1987 entstanden künftig Studioalben im Stil von Acid House und Techno, so zum Beispiel Tekno Acid Beat von 1988 oder Towards the infinite beat von 1990, deren Titel auch in das Live-Repertoire einflossen. Weitere Alben mit im weitesten Sinne elektronischer Tanzmusik erschienen bis Mitte der 1990er Jahre. Ab 1990 erschienen jedoch auch, beginnend mit At Stockholm, mehrere Alben mit Spoken Word zu Ambient-Klangcollagen sowie experimentelle Werke wie das minimalistische Perkussionsalbum Direction ov Travel (1991) oder die Sample-CD-Reihe Electric Newspaper (1995–1997). Mit Trip Reset erschien 1996 das für mehrere Jahre letzte neue Studioalbum der Gruppe, abermals am ehesten als Industrial-Pop zu bezeichnen. Das Nebenprojekt Thee Majesty führt seit 1999 live und im Studio die Spoken-Word-Phase der Band fort, während die 2003 erfolgte Neugründung PTV3 sowohl auf der Bühne als auch auf ihrem Studioalbum von 2007 zunächst überwiegend Industrial-Rock-Versionen alter Psychic-TV-Stücke spielte und sich erst über mehrere Jahre ein eigenes Programm erarbeitete, das neue Stücke und vielfach auch Coverversionen enthält (zum Beispiel Hurry on sundown und Silver Machine von Hawkwind und Mother Sky von Can).
Das auch außerhalb der Industrial-Szene bekannteste Stück der Gruppe ist vermutlich Roman P. im Fireball Mix von 1986, das als Hintergrundmusik eines VW-Werbespots bekannt wurde.

## Beteiligte Musiker
Neben Genesis P-Orridge waren im Lauf der Zeit rund 100 Musiker an Veröffentlichungen von Psychic TV beteiligt:
- Carl Abrahamsson, ein isländischer Künstler, Mitglied der Gruppen White Stains und Cotton Ferox, auf At Stockholm (1990), Wordship (2004 als Thee Majesty).
- Marc Almond (Soft Cell), auf Force the Hand of Chance (1982)
- Penny Ansell auf Black (VHS, 1991)
- Pär Aronsson auf At Stockholm (1990)
- Dave Ball (Soft Cell), auf Live in Heaven (1987), Magick Defends Itself (Single, 1986), Beyond Thee Infinite Beat (1990), Towards Thee Infinite Beat (1990)
- Gini Ball, Frau von Dave Ball, hat auch mit Siouxsie & The Banshees, Soft Cell und den Manic Street Preachers gearbeitet, auf Towards Thee Infinite Beat (1990), Direction ov Travel (1991), Black (VHS, 1991)
- Jeffrey Berner, Gitarrist auf Snakes (2014), Alienist (2016)
- Matthew Best (aka. DJ Global, langjähriger Schlagzeuger von Psychic TV) auf Live en Suisse (1986), Live in Paris (1986), Live in Tokyo (1986), Live in Toronto (1986), Live at Thee Mardi Gras (1988), Live in Glasgow (1987), Psychedelic Violence aka Thee Yellow Album (1988), Kondole/Dead Cat (1989), Live at Thee Pyramid (1989), Love War Riot (Single, 1989), Towards Thee Infinite Beat (1990), Beyond Thee Infinite Beat (1990), Live at the Berlin Wall Part One (1990), Thee Berlin Wall Part Two (1990), Black (VHS, 1991), Peak Hour (1993), Time’s up Live (1999)
- Jeremy Birchill auf Dreams Less Sweet (1983)
- Daniel Black, Keyboarder auf Psychedelic Violence (1988), Kondole/Dead Cat (1989), Live at Thee Pyramid (1989), Towards Thee Infinite Beat (1990), Live at the Berlin Wall Part One (1990), Thee Berlin Wall Part Two (1990), Black (VHS, 1991)
- Don Bolles (Celebrity Skin) auf Ultradrug (1994)
- William Breeze (Coil), Geiger auf Thee Fractured Garden (1995 als Splinter Test; 2004 wiederveröffentlicht als Thee Majesty), Cold Blue Torch (1996), Trip Reset (1996), Spatial Memory (1996 als Splinter Test)
- Jaye Breyer P-Orridge (trat von 2003 bis 2007 mit PTV3 live auf) auf Live at Thee Coral Room (2004), Live in Russia (2006), Hell Is Invisible . . . Heaven Is Her/e (2007), Mr. Alien Brain Vs. The Skinwalkers (2008)
- David Brooks auf Live in Bregenz (1990)
- Steve Broughton auf Godstar (Single, 1985), Allegory & Self (1988)
- Andy Calard auf Dreams Less Sweet (1983)
- Michael Campagna, Gitarrist auf Thee Fractured Garden (1995 als Splinter Test; 2004 wiederveröffentlicht als Thee Majesty), Trip Reset (1996), Spatial Memory (1996 als Splinter Test)
- Monte Cazazza auf Dreams Less Sweet (1983), Godstar (Single, 1985), Mouth of the Night (1985), Southern Comfort (1986), Live in Heaven (1987), Themes 3 (1987), Allegory & Self (1988), A Real Swedish Live Show (1989)
- Andrew Chatterley (Yum Yum, Sperm Rec.) auf Peak Hour (1993)
- Peter Christopherson (Coil) auf Force the Hand of Chance (1982), Dreams Less Sweet (1983), N.Y. Scum (1984), Berlin atonal Vol.1 (1984), Berlin atonal Vol.2 (1984)
- Dickie Daws auf Black (VHS, 1991)
- Val Denham (aka. Silverstar Amoeba), gestaltete einige PTV-Plattencover und wirkte sporadisch musikalisch mit
- Claude Deppa (südafrikanischer Trompeter, der auch mit Miriam Makeba und Manu Dibango arbeitete) auf Force the Hand of Chance (1982)
- Craig Ellenwood (XKP) auf Ambient Indoctrination (1993), AL – OR – AL (1994)
- Richard Evans auf Tekno Acid Beat (1988), Psychedelic Violence (1988)
- Evil Eddie auf Beyond Thee Infinite Beat (1990)
- Philip Erb (Keyboarder) auf Live en Suisse (1986), Live in Paris (1986), Live in Tokyo (1986), Live at Final Wars (1986), Live in Glasgow (1987)
- Andy Falconer (Tontechniker, arbeitete 1991–1994 mit The Orb) auf Beyond Thee Infinite Beat (1990)
- Alex Fergusson auf Force the Hand of Chance (1982), Dreams Less Sweet (1983), Live in Reykjavik 1983, Mein*Goett*In*Gen (1984), N.Y. Scum (1984), Pagan Day (1984), Those Who Do Not (1984), Roman P. (Single, 1984), Unclean (Single, 1984), Berlin atonal Vol.1 (1984), Berlin atonal Vol.2 (1984), Descending (1985), Godstar (Single, 1985), Themes 2 (1985), Magick Defends Itself (Single, 1986), Live en Suisse (1986), Live in Paris (1986), Live in Tokyo (1986), Live in Glasgow (1987), Allegory & Self (1988), A Real Swedish Live Show (1989), Time’s up Live (1999)
- Mark Fishlock (Tontechniker) auf Godstar (Single, 1985), Allegory & Self (1988)
- Alice Genese, Bassistin auf Live at Thee Coral Room (2004), Live in Russia (2006), Hell Is Invisible . . . Heaven Is Her/e (2007), Mr. Alien Brain Vs. The Skinwalkers (2008), Snakes (2014), Alienist (2016)
- Fred Giannelli auf Tekno Acid Beat (1988), Kondole/Dead Cat (1989), Live at Thee Pyramid (1989), Love War Riot (Single, 1989), IC Water Single 1990, Towards Thee Infinite Beat (1990), Beyond Thee Infinite Beat 1990, Live at the Berlin Wall Part One (1990), Thee Berlin Wall Part Two (1990), Black (VHS, 1991), Ultrahouse 1991, Painkiller 1994, Ultradrug (1994), Thee Fractured Garden (1995 als Splinter Test; 2004 wiederveröffentlicht als Thee Majesty)
- Terry Gilmore auf Time’s up Live (1999)
- Billy Goodrum auf Thee Fractured Garden (1995 als Splinter Test; 2004 wiederveröffentlicht als Thee Majesty), Trip Reset (1996), Spatial Memory (1996 als Splinter Test)
- John Gosling (aka Zos Kia) auf Live in Reykjavik 1983, Live in Gottingen (1984), Mein*Goett*In*Gen (1984), N.Y. Scum (1984), Those Who Do Not (1984), Roman P. (Single, 1984), Unclean (Single, 1984), Berlin atonal Vol.1 (1984), Berlin atonal Vol.2 (1984), Descending (1985), Themes 2 (1985), Live at Thee Mardi Gras (1988), Live in Heaven (1987), Themes 3 (1987), A Real Swedish Live Show (1989), Beyond Thee Infinite Beat (1990)
- Greedy Beat Syndicate; eine aus Matthew Best (Drums), Sean Maher (Gitarre) und Hugo Longden (Bass) bestehende Band, die sowohl auf PTV-Scheiben Stücke geremixt als auch eigene Titel veröffentlicht hat
- Emmett Grogan auf Love War Riot (Single, 1989)
- Mickey Groome (hat auch mit Joan Jett und Robert Plant gearbeitet) auf Godstar (Single, 1985), Allegory & Self (1988)
- Hannah Haddix, Sampler und Percussion auf Mr. Alien Brain Vs. The Skinwalkers (2008)
- Mark Harris auf Dreams Less Sweet (1983)
- Kevin Harris auf Ultradrug (1994)
- Nick Haeffner auf Love War Riot (Single, 1989)
- Gibson Haynes (Butthole Surfers), Gesang auf Hell Is Invisible . . . Heaven Is Her/e (2007)
- Hilmar Örn Hilmarsson auf Live in Reykjavik 1984, Those Who Do Not (1984), Godstar (Single, 1985), Live in Heaven (1987), Allegory & Self (1988)
- Jessica Ilbert auf Dreams Less Sweet (1983)
- Bill Laswell auf Electric Newspaper Issue Three (1995)
- Simon Limbrick (Perkussionist des London Symphony Orchestra) auf Dreams Less Sweet (1983)
- Anthony Longden (genannt „Hugo“) auf Peak Hour (1993), Ultra Drug 1994
- Lex Luther auf Direction ov Travel (1991)
- Sean Maher auf Black (VHS, 1991), Peak Hour (1993)
- Dave Martin (Bassist) auf Live in Paris (1986), Live in Toronto (1986), Live at Thee Mardi Gras (1988), Psychedelic Violence (1988), Black (VHS, 1991)
- David Max, Gitarrist auf Live at Thee Coral Room (2004), Live in Russia (2006), Hell Is Invisible . . . Heaven Is Her/e (2007), Mr. Alien Brain Vs. The Skinwalkers (2008)
- Drew McDowall auf Allegory & Self (1988)
- Rose McDowall (Coil, Current 93, Death in June) auf Godstar (Single, 1985), Allegory & Self (1988)
- Dave McKintosh auf Godstar (Single, 1985), Allegory & Self (1988)
- Tony Menzies auf Live at Thee Mardi Gras (1988)
- Mouse (Sharon Beaumont), Bassistin auf Godstar (Single, 1985), Live en Suisse (1986), Live in Heaven (1987), Live in Tokyo (1986), Live at Final Wars (1986), Live in Glasgow (1987), Allegory & Self (1988)
- Scott Nobody auf Live at Thee Mardi Gras (1988), Psychedelic Violence (1988), Love War Riot (Single, 1989)
- Richard Norris auf Jack The Tab 1988, M.E.S.H. 1988
- Edward O’Dowd (aka Morrison Edley), Schlagzeuger auf Live at Thee Coral Room (2004), Live in Russia (2006), Hell Is Invisible . . . Heaven Is Her/e (2007), Mr. Alien Brain Vs. The Skinwalkers (2008), Snakes (2014), Alienist (2016)
- Alan Oversby (Mr. Sebastian), Sprecher auf Force the Hand of Chance (1982) und Roman P./Neurology (1984)
- Caresse P-Orridge auf Psychedelic Violence (1988), R.U. Experienced Single 1989, Black (VHS, 1991), Trip Reset (1996)
- Genesse P-Orridge auf Trip Reset (1996)
- Paula P-Orridge (aka. Mistress Mix, aka Alaura) auf Dreams Less Sweet (1983), Live in Gottingen (1984), Mein*Goett*In*Gen (1984) als Alaura, N.Y. Scum (1984), Roman P. (Single, 1984), Unclean (Single, 1984), Berlin atonal Vol.1 (1984), Berlin atonal Vol.2 (1984), Descending (1985), Godstar (Single, 1985), Themes 2 (1985), Live in Heaven (1987), Live in Paris (1986), Live in Tokyo (1986), Live in Toronto (1986), Live at Thee Mardi Gras (1988), Live in Glasgow (1987), Psychedelic Violence (1988), Allegory & Self (1988), Kondole/Dead Cat (1989), A Real Swedish Live Show (1989), Live at Thee Pyramid (1989), Love War Riot (Single, 1989), At Stockholm (1990), Live at the Berlin Wall Part One (1990), Thee Berlin Wall Part Two (1990), Towards Thee Infinite Beat (1990), Direction ov Travel (1991)
- Markus Persson, Keyboarder auf Live in Russia (2006), Hell Is Invisible . . . Heaven Is Her/e (2007), Mr. Alien Brain Vs. The Skinwalkers (2008)
- Andrew Poppy auf Force the Hand of Chance (1982), Dreams Less Sweet (1983)
- Dave Powel auf Dreams Less Sweet (1983)
- Eric Random auf Love War Riot (Single, 1989)
- Paul Reeson (aka. Grimsby) auf Live in Gottingen (1984), Mein*Goett*In*Gen (1984), Descending (1985), Temporary Temple 1987, Listen today 1987, Allegory & Self (1988), Were you ever bullied at school? (1999)
- Chris Redgate auf Dreams Less Sweet (1983)
- Gavin Redman, additional Keyboard auf Peak Hour (1993)
- Dave Richardson auf Kondole CD 1993
- Janet Rienstra (Ko-Produzentin von Bill Laswell) auf Electric Newspaper Issue Three (1995)
- Douglas Rushkoff, Keyboarder auf Live at Thee Coral Room (2004)
- Geoff Rushton (aka. John Balance), auf Dreams Less Sweet (1983), N.Y. Scum (1984)
- Alex Russell auf Ultrahouse (1991), Ultra Drug (1994)
- Mark Sangerman auf Themes 3 (1987)
- Anthony Scales auf Dreams Less Sweet (1983)
- Rob Scales auf Dreams Less Sweet (1983)
- Richard Schiessl (Sperm Rec.) auf Tekno Acid Beat (1988), Jack the Tab 1988, Kondole/Dead Cat (1989), Live at the Berlin Wall Part One (1990), Thee Berlin Wall Part Two (1990), Black (VHS, 1991), Ultrahouse 1991, Peak Hour (1993), Ultradrug (1994)
- Isaiah Singer auf Live at Thee Coral Room (2004)
- Roc Stanford auf Mouth of the Night (1985)
- Jessica Stewart, Keyboards auf Snakes (2014)
- Bill Stokes auf Dreams Less Sweet (1983)
- Ken Thomas, Tontechniker einiger PTV-Scheiben und Produzent weiterer Szenegrößen (Laibach und andere), wird auch als Musiker genannt auf Magick Defends Itself (Single, 1986)
- Larry Thrasher auf Electric Newspaper Issue One (1994), A Hollow Cost (1994), Ultradrug (1994), Cathedral Engine 1995, Electric Newspaper Issue Two (1995), Electric Newspaper Issue Three (1995), Thee Fractured Garden (1995 als Splinter Test; 2004 wiederveröffentlicht als Thee Majesty), Sirens (1995), Trip Reset (1996), Breathe, Spatial Memory (1996 als Splinter Test), Electric Newspaper Issue Four – The Human Voice (1997 als Splinter Test), Time’s up Live (1999)
- Thomas Tibert (White Stains), auf At Stockholm 1990, Wordship (2004 als Thee Majesty)
- David Tibet (Current 93), auf Dreams Less Sweet (1983)
- Jordi Valls auf Force the Hand of Chance (1982), Towards Thee Infinite Beat (1990)
- Andrew Weatherall (Sabres of Paradise), Remixer auf Sirens (1995)
- John Weingarten, Keyboarder auf Alienist (2016)
- Kennie Wellington auf Force the Hand of Chance (1982)
- Z’EV auf Berlin atonal Vol.1 (1984), Direction ov Travel (1991)

## Diskografie (Auszug)
Die Zahl der offiziellen Veröffentlichungen von Psychic TV bewegt sich um die 150.
| - Force the Hand of Chance (LP, 1982, WEA) - Dreams Less Sweet (LP, 1983, CBS) - N.Y. Scum (LP, 1984, Temple) - Pagan Day (LP, 1984, Temple) - Roman P./Neurology (7", 1984, Sordide Sentimental) - Themes 2 (LP, 1985, Temple) - Mouth of the Night (LP, 1985, Temple) - Godstar (7" & 12", 1985, Temple) - Live in Tokyo (LP, 1986, Temple) - Live in Paris (LP 1986, Temple) - Magick Defends Itself (12", 1986, Temple) - Themes 3 (LP, 1987, Temple) - Live in Heaven (LP, 1987, Temple) - Live in Gottingen (LP, 1987, Temple) - Live in Glasgow (LP, 1987, Temple) - Live in Toronto (LP, 1987, Temple) - Live en Suisse (LP, 1987, Temple) - Live in Reykjavik (LP, 1987, Temple) - Temporary Temple (LP, 1987, Temple) - Listen Today (CDV, 1987, Sordide Sentimental) - Allegory & Self (LP, 1988, Temple) - Tekno Acid Beat (LP, 1988, Temple) - Live at Thee Mardi Gras (LP, 1988, Temple) - Live at Thee Circus (LP, 1988, Temple) - Kondole (LP, 1989, Temple) - Live in Bregenz (LP, 1990, Temple) | - A Real Swedish Live Show (LP, 1989, Topyscan) - Live at the Ritz (LP, 1989, Temple) - At Stockholm (CD, 1990, Psychick Release) - Towards Thee Infinite Beat (LP, 1990, Temple) - Beyond Thee Infinite Beat (LP, 1990, Temple) - Jack the Tab (LP, 1990, Wax Trax) - Live at the Berlin Wall Part One und Thee Berlin Wall Part Two (CD, 1990, Temple) - I.C. Water (7" & 12", 1990, Temple) - Direction ov Travel (LP & CD, 1991, Temple) - Ultrahouse (CD, 1991, Wax Trax) - Cold Dark Matter (CD, 1992, Syard) - Peak Hour (LP & CD, 1993, Temple) - Ultradrug (CD, 1994, Visionary) - Breathe (CD, 1994, Undertainment) - AL – OR – AL (CD, 1994, Dossier) - Electric Newspaper (CD-Serie 1995–1997) - Cathedral Engine (CD, 1995, Dossier) - Trip Reset (CD, 1996, Cleopatra) - Time’s up Live (DVD, 2001) - Godstar – Thee Director’s Cut (CD, 2004, Voiceprint) - Live at Thee Coral Room (DVD, 2004) - Live in Russia (CD, 2006) - Hell Is Invisible . . . Heaven Is Her/e (CD, 2007) - Mr. Alien Brain vs the Skinwalkers (CD, 2008) - Snakes (LP, 2014, Angry Love Productions) - Alienist (LP + CD, 2016, Angry Love Productions) |